# Teashark
Teashark — браузер для мобильных телефонов, разработанный компанией Teashark. Работа происходит с помощью специального прокси-сервера, преобразующего Web-страницы для просмотра на маленьком экране и уменьшающего размер передаваемых по сети данных.
Браузер поддерживает просмотр веб-страниц с поддержкой Cookies, телефона чтение потоков RSS, поворот экрана. Отличительной особенностью браузера является двухступенчатый зум страниц, приходящих в виде, аналогичном компьютерному, цветовое оформление закладок, скриншоты страниц в истории посещений.
Работает через промежуточный сервер, расположенный в США (в настоящее время не функционирует).
Браузер доступен на английском языке, также существует сделанный сторонними разработчиками перевод на русский.
Сайт браузера был недоступен, сейчас у сайта другой владелец. Новостей не было с начала 2010 г. Проект, видимо, заброшен.
В июле 2011 было замечено, что домен был выкуплен киберсквоттером, который восстановил копию сайта из Вебархива - ссылки на скачку не работоспособны, блог датирован 2007 годом, сам сайт не ранее 2008.